# Jurij Wołyncew
Jurij Witaljewicz Wołyncew (ros. Юрий Витальевич Волынцев; ur. 28 kwietnia 1932, zm. 9 sierpnia 1999 w Moskwie) – radziecki aktor filmowy, teatralny i głosowy.
Pochowany na Cmentarzu Chowańskim w Moskwie.

## Wybrana filmografia

### Filmy animowane
- 1976: Zając samochwała jako Wilk
- 1979-1980: O kotku, który miał na imię Hau (seria 3-4) jako pies
- 1979-83: Maluszek jako Wilk
- 1980: Dziewczynka i niedźwiedź
- 1981: Alicja i tajemnica trzeciej planety
- 1981: Bezdomne duszki
- 1982: Alicja po drugiej stronie lustra jako Humpty Dumpty
- 1987: Pingwinek Lolo

### Filmy fabularne
- 1992: Na Deribasowskiej ładna pogoda, ale pada na Brighton Beach jako generał KGB

## Odznaczenia
- Zasłużony Artysta RFSRR (1971)
- Ludowy Artysta RFSRR (1984)
- Order Honoru (Rosja) (1996) za zasługi dla państwa, wielki wkład we wzmocnienie przyjaźni i współpracy między narodami, wieloletnią owocną działalność w dziedzinie kultury i sztuki[2]